# Timell
Timell är ett relativt ovanligt svenskt efternamn. Enligt Statistiska centralbyråns statistik var det i mars 2009 blott 65 personer som bar detta namn.
Kända personer med detta efternamn är bröderna:
- Anders Timell, krögare och radiopratare
- Martin Timell, programledare, snickare och komiker